# Danh sách cầu thủ tham dự Giải vô địch bóng đá châu Âu 2016
Dưới đây là danh sách đội hình chính thức tham dự Euro 2016 tính đến ngày 31 tháng 5 năm 2016.

## Bảng A

### Pháp
Huấn luyện viên: Didier Deschamps
Danh sách sơ bộ của đội tuyển Pháp được công bố vào ngày 12 tháng 5. Raphaël Varane bị chấn thương và thay thế bởi Adil Rami. Ngày 28 tháng 5, Jérémy Mathieu bị chấn thương và thay thế bởi Samuel Umtiti. Ngày 31 tháng 5, Lassana Diarra được thay thế bởi Morgan Schneiderlin sau khi bị chấn thương.

Danh sách chính thức được công bố vào ngày 30 tháng 5 năm 2016.
| Số | VT | Cầu thủ                  | Ngày sinh (tuổi)            | Trận | Bàn | Câu lạc bộ          |
| -- | -- | ------------------------ | --------------------------- | ---- | --- | ------------------- |
| 1  | TM | Hugo Lloris (Đội trưởng) | 26 tháng 12, 1986 (29 tuổi) | 73   | 0   | Tottenham Hotspur   |
| 16 | TM | Steve Mandanda           | 28 tháng 3, 1985 (31 tuổi)  | 22   | 0   | Marseille           |
| 23 | TM | Benoît Costil            | 3 tháng 7, 1987 (28 tuổi)   | 0    | 0   | Rennes              |
|    |    |                          |                             |      |     |                     |
| 2  | HV | Christophe Jallet        | 31 tháng 10, 1983 (32 tuổi) | 11   | 1   | Lyon                |
| 3  | HV | Patrice Evra             | 15 tháng 5, 1981 (35 tuổi)  | 71   | 0   | Juventus            |
| 4  | HV | Adil Rami                | 27 tháng 12, 1985 (30 tuổi) | 26   | 1   | Sevilla             |
| 13 | HV | Eliaquim Mangala         | 13 tháng 2, 1991 (25 tuổi)  | 7    | 0   | Manchester City     |
| 17 | HV | Lucas Digne              | 20 tháng 7, 1993 (22 tuổi)  | 12   | 0   | Roma                |
| 21 | HV | Laurent Koscielny        | 10 tháng 9, 1985 (30 tuổi)  | 27   | 0   | Arsenal             |
| 22 | HV | Samuel Umtiti            | 14 tháng 11, 1993 (22 tuổi) | 0    | 0   | Lyon                |
| 19 | HV | Bacary Sagna             | 14 tháng 2, 1983 (33 tuổi)  | 55   | 0   | Manchester City     |
|    |    |                          |                             |      |     |                     |
| 5  | TV | N'Golo Kanté             | 29 tháng 3, 1991 (25 tuổi)  | 2    | 1   | Leicester City      |
| 6  | TV | Yohan Cabaye             | 14 tháng 1, 1986 (30 tuổi)  | 44   | 4   | Crystal Palace      |
| 8  | TV | Dimitri Payet            | 29 tháng 3, 1987 (29 tuổi)  | 17   | 2   | West Ham United     |
| 12 | TV | Morgan Schneiderlin      | 8 tháng 11, 1989            | 15   | 0   | Manchester United   |
| 14 | TV | Blaise Matuidi           | 9 tháng 4, 1987 (29 tuổi)   | 42   | 7   | Paris Saint-Germain |
| 15 | TV | Paul Pogba               | 15 tháng 3, 1993 (23 tuổi)  | 29   | 5   | Juventus            |
| 18 | TV | Moussa Sissoko           | 16 tháng 8, 1989 (26 tuổi)  | 36   | 1   | Newcastle United    |
|    |    |                          |                             |      |     |                     |
| 7  | TĐ | Antoine Griezmann        | 21 tháng 3, 1991 (25 tuổi)  | 26   | 7   | Atlético Madrid     |
| 9  | TĐ | Olivier Giroud           | 30 tháng 9, 1986 (29 tuổi)  | 47   | 14  | Arsenal             |
| 10 | TĐ | André-Pierre Gignac      | 5 tháng 12, 1985 (30 tuổi)  | 25   | 7   | Tigres UANL         |
| 11 | TĐ | Anthony Martial          | 5 tháng 12, 1995 (20 tuổi)  | 8    | 0   | Manchester United   |
| 20 | TĐ | Kingsley Coman           | 13 tháng 6, 1996            | 4    | 1   | Bayern Munich       |

### România
Huấn luyện viên: Anghel Iordănescu
Danh sách chính thức của đội tuyển România được công bố vào ngày 31 tháng 5.
| Số | VT | Cầu thủ                     | Ngày sinh (tuổi)            | Trận | Bàn | Câu lạc bộ         |
| -- | -- | --------------------------- | --------------------------- | ---- | --- | ------------------ |
| 1  | TM | Costel Pantilimon           | 1 tháng 2, 1987 (29 tuổi)   | 22   | 0   | Watford            |
| 12 | TM | Ciprian Tătărușanu          | 9 tháng 2, 1986 (30 tuổi)   | 35   | 0   | Fiorentina         |
| 23 | TM | Silviu Lung Jr.             | 4 tháng 6, 1989 (27 tuổi)   | 3    | 0   | Astra Giurgiu      |
|    |    |                             |                             |      |     |                    |
| 2  | HV | Alexandru Mățel             | 17 tháng 10, 1989 (26 tuổi) | 16   | 0   | Dinamo Zagreb      |
| 3  | HV | Răzvan Raț (Đội phó)        | 26 tháng 5, 1981 (35 tuổi)  | 110  | 2   | Rayo Vallecano     |
| 4  | HV | Cosmin Moți                 | 3 tháng 12, 1984 (31 tuổi)  | 7    | 0   | Ludogorets Razgrad |
| 6  | HV | Vlad Chiricheș (Đội trưởng) | 14 tháng 11, 1989 (26 tuổi) | 40   | 0   | Napoli             |
| 15 | HV | Valerică Găman              | 25 tháng 2, 1989 (27 tuổi)  | 13   | 1   | Astra Giurgiu      |
| 16 | HV | Steliano Filip              | 15 tháng 5, 1994 (22 tuổi)  | 4    | 0   | Dinamo București   |
| 21 | HV | Dragoș Grigore              | 7 tháng 9, 1986 (29 tuổi)   | 19   | 0   | Al-Sailiya         |
| 22 | HV | Cristian Săpunaru           | 5 tháng 4, 1984 (32 tuổi)   | 12   | 0   | Pandurii Târgu Jiu |
|    |    |                             |                             |      |     |                    |
| 5  | TV | Ovidiu Hoban                | 27 tháng 12, 1982 (33 tuổi) | 19   | 1   | Hapoel Be'er Sheva |
| 7  | TV | Alexandru Chipciu           | 18 tháng 5, 1989 (27 tuổi)  | 20   | 3   | Steaua București   |
| 8  | TV | Mihai Pintilii              | 9 tháng 11, 1984 (31 tuổi)  | 30   | 1   | Steaua București   |
| 10 | TV | Nicolae Stanciu             | 7 tháng 5, 1993 (23 tuổi)   | 4    | 3   | Steaua București   |
| 11 | TV | Gabriel Torje               | 22 tháng 11, 1989 (26 tuổi) | 49   | 10  | Osmanlıspor        |
| 17 | TV | Lucian Sânmărtean           | 13 tháng 3, 1980 (36 tuổi)  | 19   | 0   | Al-Ittihad         |
| 18 | TV | Andrei Prepeliță            | 8 tháng 12, 1985 (30 tuổi)  | 9    | 0   | Ludogorets Razgrad |
| 20 | TV | Adrian Popa                 | 24 tháng 7, 1988 (27 tuổi)  | 13   | 0   | Steaua București   |
|    |    |                             |                             |      |     |                    |
| 9  | TĐ | Denis Alibec                | 5 tháng 1, 1991 (25 tuổi)   | 3    | 1   | Astra Giurgiu      |
| 13 | TĐ | Claudiu Keșerü              | 2 tháng 12, 1986 (29 tuổi)  | 12   | 4   | Ludogorets Razgrad |
| 14 | TĐ | Florin Andone               | 11 tháng 4, 1993 (23 tuổi)  | 5    | 1   | Córdoba            |
| 19 | TĐ | Bogdan Stancu               | 28 tháng 6, 1987 (28 tuổi)  | 39   | 9   | Gençlerbirliği     |

### Albania
Huấn luyện viên:  Gianni De Biasi
Danh sách 23 cầu thủ chính thức của đội tuyển Albania tham dự Euro 2016 được công bố vào ngày 31 tháng 5.
| Số | VT | Cầu thủ                 | Ngày sinh (tuổi)            | Trận | Bàn | Câu lạc bộ          |
| -- | -- | ----------------------- | --------------------------- | ---- | --- | ------------------- |
| 1  | TM | Etrit Berisha           | 10 tháng 3, 1989 (27 tuổi)  | 34   | 0   | Lazio               |
| 12 | TM | Orges Shehi             | 25 tháng 9, 1977 (38 tuổi)  | 7    | 0   | Skënderbeu Korçë    |
| 23 | TM | Alban Hoxha             | 23 tháng 11, 1987 (28 tuổi) | 1    | 0   | Partizani Tirana    |
|    |    |                         |                             |      |     |                     |
| 2  | HV | Andi Lila               | 12 tháng 2, 1986 (30 tuổi)  | 59   | 0   | PAS Giannina        |
| 4  | HV | Elseid Hysaj            | 20 tháng 2, 1994 (22 tuổi)  | 19   | 0   | Napoli              |
| 5  | HV | Lorik Cana (Đội trưởng) | 27 tháng 6, 1983 (32 tuổi)  | 91   | 1   | Nantes              |
| 6  | HV | Frederik Veseli         | 20 tháng 11, 1992 (23 tuổi) | 3    | 0   | Lugano              |
| 7  | HV | Ansi Agolli             | 11 tháng 11, 1982 (33 tuổi) | 60   | 2   | Qarabağ             |
| 15 | HV | Mërgim Mavraj           | 9 tháng 6, 1986 (30 tuổi)   | 25   | 3   | FC Köln             |
| 17 | HV | Naser Aliji             | 27 tháng 12, 1993 (22 tuổi) | 5    | 0   | Basel               |
| 18 | HV | Arlind Ajeti            | 25 tháng 9, 1993 (22 tuổi)  | 9    | 1   | Frosinone           |
|    |    |                         |                             |      |     |                     |
| 8  | TV | Migjen Basha            | 5 tháng 1, 1987 (29 tuổi)   | 18   | 3   | Como                |
| 9  | TV | Ledian Memushaj         | 7 tháng 12, 1986 (29 tuổi)  | 13   | 0   | Pescara             |
| 3  | TV | Ermir Lenjani           | 5 tháng 8, 1989 (26 tuổi)   | 18   | 3   | Nantes              |
| 11 | TV | Shkëlzen Gashi          | 15 tháng 7, 1988 (27 tuổi)  | 13   | 1   | Colorado Rapids     |
| 13 | TV | Burim Kukeli            | 16 tháng 1, 1984 (32 tuổi)  | 15   | 0   | Zürich              |
| 14 | TV | Taulant Xhaka           | 28 tháng 3, 1991 (25 tuổi)  | 11   | 0   | Basel               |
| 20 | TV | Ergys Kaçe              | 8 tháng 7, 1993 (22 tuổi)   | 15   | 2   | PAOK                |
| 21 | TV | Odise Roshi             | 21 tháng 5, 1991 (25 tuổi)  | 32   | 1   | Rijeka              |
| 22 | TV | Amir Abrashi            | 27 tháng 3, 1990 (26 tuổi)  | 17   | 0   | SC Freiburg         |
|    |    |                         |                             |      |     |                     |
| 10 | TĐ | Armando Sadiku          | 27 tháng 5, 1991 (25 tuổi)  | 19   | 4   | Vaduz               |
| 16 | TĐ | Sokol Cikalleshi        | 27 tháng 7, 1990 (25 tuổi)  | 19   | 2   | İstanbul Başakşehir |
| 19 | TĐ | Bekim Balaj             | 11 tháng 1, 1991 (25 tuổi)  | 15   | 2   | Rijeka              |

### Thụy Sĩ
Huấn luyện viên: Vladimir Petković
Danh sách chính thức của đội tuyển Thụy Sĩ được công bố vào ngày 31 tháng 5.

| Số | VT | Cầu thủ                           | Ngày sinh (tuổi)            | Trận | Bàn | Câu lạc bộ               |
| -- | -- | --------------------------------- | --------------------------- | ---- | --- | ------------------------ |
| 1  | TM | Yann Sommer                       | 7 tháng 12, 1988 (27 tuổi)  | 17   | 0   | Borussia Mönchengladbach |
| 12 | TM | Marwin Hitz                       | 18 tháng 9, 1987 (28 tuổi)  | 2    | 0   | FC Augsburg              |
| 21 | TM | Roman Bürki                       | 14 tháng 11, 1990 (25 tuổi) | 4    | 0   | Borussia Dortmund        |
|    |    |                                   |                             |      |     |                          |
| 2  | HV | Stephan Lichtsteiner (Đội trưởng) | 16 tháng 1, 1984 (32 tuổi)  | 80   | 5   | Juventus                 |
| 3  | HV | François Moubandje                | 21 tháng 6, 1990 (25 tuổi)  | 10   | 0   | Toulouse                 |
| 4  | HV | Nico Elvedi                       | 30 tháng 9, 1996 (19 tuổi)  | 1    | 0   | Borussia Mönchengladbach |
| 5  | HV | Steve von Bergen                  | 10 tháng 6, 1983 (33 tuổi)  | 49   | 0   | Young Boys               |
| 6  | HV | Michael Lang                      | 8 tháng 2, 1991 (25 tuổi)   | 15   | 2   | Basel                    |
| 13 | HV | Ricardo Rodríguez                 | 25 tháng 8, 1992 (23 tuổi)  | 35   | 0   | VfL Wolfsburg            |
| 20 | HV | Johan Djourou                     | 18 tháng 1, 1987 (29 tuổi)  | 59   | 2   | Hamburger SV             |
| 22 | HV | Fabian Schär                      | 20 tháng 12, 1991 (24 tuổi) | 19   | 5   | 1899 Hoffenheim          |
|    |    |                                   |                             |      |     |                          |
| 8  | TV | Fabian Frei                       | 8 tháng 1, 1989 (27 tuổi)   | 7    | 1   | Mainz 05                 |
| 10 | TV | Granit Xhaka                      | 27 tháng 9, 1992 (23 tuổi)  | 41   | 6   | Borussia Mönchengladbach |
| 11 | TV | Valon Behrami                     | 19 tháng 4, 1985 (31 tuổi)  | 64   | 2   | Watford                  |
| 14 | TV | Denis Zakaria                     | 20 tháng 11, 1996 (19 tuổi) | 0    | 0   | Young Boys               |
| 15 | TV | Blerim Džemaili                   | 12 tháng 4, 1986 (30 tuổi)  | 46   | 6   | Genoa                    |
| 16 | TV | Gélson Fernandes                  | 2 tháng 9, 1986 (29 tuổi)   | 55   | 2   | Rennes                   |
| 17 | TV | Shani Tarashaj                    | 7 tháng 2, 1995 (21 tuổi)   | 2    | 0   | Grasshoppers             |
| 23 | TV | Xherdan Shaqiri                   | 10 tháng 10, 1991 (24 tuổi) | 51   | 17  | Stoke City               |
|    |    |                                   |                             |      |     |                          |
| 7  | TĐ | Breel Embolo                      | 14 tháng 2, 1997 (19 tuổi)  | 9    | 1   | Basel                    |
| 9  | TĐ | Haris Seferović                   | 22 tháng 2, 1992 (24 tuổi)  | 29   | 7   | Eintracht Frankfurt      |
| 18 | TĐ | Admir Mehmedi                     | 16 tháng 3, 1991 (25 tuổi)  | 40   | 3   | Bayer Leverkusen         |
| 19 | TĐ | Eren Derdiyok                     | 12 tháng 6, 1988 (27 tuổi)  | 50   | 10  | Kasımpaşa                |

## Bảng B

### Anh
Huấn luyện viên: Roy Hodgson
Danh sách chính thức của đội tuyển Anh được công bố vào ngày 31 tháng 5.
| Số | VT | Cầu thủ                   | Ngày sinh (tuổi)            | Trận | Bàn | Câu lạc bộ        |
| -- | -- | ------------------------- | --------------------------- | ---- | --- | ----------------- |
| 1  | TM | Joe Hart                  | 19 tháng 4, 1987 (29 tuổi)  | 58   | 0   | Manchester City   |
| 13 | TM | Fraser Forster            | 17 tháng 3, 1988 (28 tuổi)  | 6    | 0   | Southampton       |
| 23 | TM | Tom Heaton                | 15 tháng 4, 1986 (30 tuổi)  | 1    | 0   | Burnley           |
|    |    |                           |                             |      |     |                   |
| 2  | HV | Kyle Walker               | 28 tháng 5, 1990 (26 tuổi)  | 15   | 0   | Tottenham Hotspur |
| 3  | HV | Danny Rose                | 2 tháng 7, 1990 (25 tuổi)   | 3    | 0   | Tottenham Hotspur |
| 4  | TV | James Milner              | 4 tháng 1, 1986 (30 tuổi)   | 59   | 1   | Liverpool         |
| 5  | HV | Gary Cahill (Đội phó)     | 19 tháng 12, 1985 (30 tuổi) | 42   | 3   | Chelsea           |
| 6  | HV | Chris Smalling            | 22 tháng 11, 1989 (26 tuổi) | 24   | 0   | Manchester United |
| 12 | HV | Nathaniel Clyne           | 5 tháng 4, 1991 (25 tuổi)   | 12   | 0   | Liverpool         |
| 16 | HV | John Stones               | 28 tháng 5, 1994 (22 tuổi)  | 10   | 0   | Everton           |
| 21 | HV | Ryan Bertrand             | 5 tháng 8, 1989 (26 tuổi)   | 8    | 0   | Southampton       |
|    |    |                           |                             |      |     |                   |
| 7  | TV | Raheem Sterling           | 8 tháng 12, 1994 (21 tuổi)  | 22   | 2   | Manchester City   |
| 8  | TV | Adam Lallana              | 10 tháng 5, 1988 (28 tuổi)  | 22   | 0   | Liverpool         |
| 14 | TV | Jordan Henderson          | 17 tháng 6, 1990 (25 tuổi)  | 25   | 0   | Liverpool         |
| 17 | TV | Eric Dier                 | 15 tháng 1, 1994 (22 tuổi)  | 6    | 1   | Tottenham Hotspur |
| 18 | TV | Jack Wilshere             | 1 tháng 1, 1992 (24 tuổi)   | 30   | 2   | Arsenal           |
| 19 | TV | Ross Barkley              | 5 tháng 12, 1993 (22 tuổi)  | 22   | 2   | Everton           |
| 20 | TV | Dele Alli                 | 11 tháng 4, 1996 (20 tuổi)  | 7    | 1   | Tottenham Hotspur |
|    |    |                           |                             |      |     |                   |
| 9  | TĐ | Harry Kane                | 28 tháng 7, 1993 (22 tuổi)  | 11   | 5   | Tottenham Hotspur |
| 10 | TĐ | Wayne Rooney (Đội trưởng) | 24 tháng 10, 1985 (30 tuổi) | 110  | 52  | Manchester United |
| 11 | TĐ | Jamie Vardy               | 11 tháng 1, 1987 (29 tuổi)  | 7    | 3   | Leicester City    |
| 15 | TĐ | Daniel Sturridge          | 1 tháng 9, 1989 (26 tuổi)   | 17   | 5   | Liverpool         |
| 22 | TĐ | Marcus Rashford           | 31 tháng 10, 1997 (18 tuổi) | 1    | 1   | Manchester United |

### Nga
Huấn luyện viên: Leonid Slutsky
Danh sách sơ bộ của đội tuyển Nga được công bố vào ngày 21 tháng 5. Tiền về Alan Dzagoev bị chấn thương và thay thế bởi Dmitri Torbinski. Ngày 7 tháng 6, Igor Denisov được thay thế bởi Artur Yusupov sau khi bị chấn thương.
| Số | VT | Cầu thủ                     | Ngày sinh (tuổi)            | Trận | Bàn | Câu lạc bộ             |
| -- | -- | --------------------------- | --------------------------- | ---- | --- | ---------------------- |
| 1  | TM | Igor Akinfeev               | 8 tháng 4, 1986 (30 tuổi)   | 86   | 0   | CSKA Moscow            |
| 12 | TM | Yuri Lodygin                | 26 tháng 5, 1990 (26 tuổi)  | 10   | 0   | Zenit Saint Petersburg |
| 16 | TM | Guilherme Marinato          | 12 tháng 12, 1985 (30 tuổi) | 1    | 0   | Lokomotiv Moscow       |
|    |    |                             |                             |      |     |                        |
| 2  | HV | Roman Shishkin              | 27 tháng 1, 1987 (29 tuổi)  | 10   | 0   | Lokomotiv Moscow       |
| 3  | HV | Igor Smolnikov              | 8 tháng 8, 1988 (27 tuổi)   | 12   | 0   | Zenit Saint Petersburg |
| 4  | HV | Sergei Ignashevich          | 14 tháng 7, 1979 (36 tuổi)  | 115  | 8   | CSKA Moscow            |
| 5  | HV | Roman Neustädter            | 18 tháng 2, 1988 (28 tuổi)  | 0    | 0   | Schalke 04             |
| 6  | HV | Aleksei Berezutski          | 20 tháng 6, 1982 (33 tuổi)  | 57   | 0   | CSKA Moscow            |
| 14 | HV | Vasili Berezutski           | 20 tháng 6, 1982 (33 tuổi)  | 93   | 4   | CSKA Moscow            |
| 21 | HV | Georgi Shchennikov          | 27 tháng 4, 1991 (25 tuổi)  | 7    | 0   | CSKA Moscow            |
| 23 | HV | Dmitri Kombarov             | 22 tháng 1, 1987 (29 tuổi)  | 38   | 2   | Spartak Moscow         |
|    |    |                             |                             |      |     |                        |
| 7  | TV | Artur Yusupov               | 1 tháng 9, 1989 (26 tuổi)   | 2    | 0   | Zenit Saint Petersburg |
| 8  | TV | Denis Glushakov             | 27 tháng 1, 1987 (29 tuổi)  | 42   | 4   | Spartak Moscow         |
| 11 | TV | Pavel Mamayev               | 17 tháng 9, 1988 (27 tuổi)  | 10   | 0   | Krasnodar              |
| 13 | TV | Aleksandr Golovin           | 30 tháng 5, 1996 (20 tuổi)  | 3    | 2   | CSKA Moscow            |
| 15 | TV | Roman Shirokov (Đội trưởng) | 6 tháng 7, 1981 (34 tuổi)   | 53   | 13  | CSKA Moscow            |
| 17 | TV | Oleg Shatov                 | 29 tháng 6, 1990 (25 tuổi)  | 21   | 2   | Zenit Saint Petersburg |
| 18 | TV | Oleg Ivanov                 | 4 tháng 8, 1986 (29 tuổi)   | 3    | 0   | Terek Grozny           |
| 19 | TV | Aleksandr Samedov           | 19 tháng 7, 1984 (31 tuổi)  | 28   | 3   | Lokomotiv Moscow       |
| 20 | TV | Dmitri Torbinski            | 28 tháng 4, 1984 (32 tuổi)  | 28   | 2   | Krasnodar              |
|    |    |                             |                             |      |     |                        |
| 9  | TĐ | Aleksandr Kokorin           | 19 tháng 3, 1991 (25 tuổi)  | 37   | 11  | Zenit Saint Petersburg |
| 10 | TĐ | Fyodor Smolov               | 5 tháng 2, 1990 (26 tuổi)   | 12   | 5   | Krasnodar              |
| 22 | TĐ | Artyom Dzyuba               | 22 tháng 8, 1988 (27 tuổi)  | 16   | 8   | Zenit Saint Petersburg |

### Wales
Huấn luyện viên: Chris Coleman
23 cầu thủ chính thức của đội tuyển Wales được công bố vào ngày 31 tháng 5.
| Số | VT | Cầu thủ                      | Ngày sinh (tuổi)  | Trận | Bàn | Câu lạc bộ                   |
| -- | -- | ---------------------------- | ----------------- | ---- | --- | ---------------------------- |
| 1  | TM | Wayne Hennessey              | 24 tháng 1, 1987  | 56   | 0   | Crystal Palace               |
| 12 | TM | Owain Fôn Williams           | 17 tháng 3, 1987  | 1    | 0   | Inverness Caledonian Thistle |
| 21 | TM | Danny Ward                   | 22 tháng 6, 1993  | 1    | 0   | Liverpool                    |
|    |    |                              |                   |      |     |                              |
| 2  | HV | Chris Gunter                 | 21 tháng 7, 1989  | 66   | 0   | Reading                      |
| 3  | HV | Neil Taylor                  | 7 tháng 2, 1989   | 27   | 0   | Swansea City                 |
| 4  | HV | Ben Davies                   | 24 tháng 4, 1993  | 19   | 0   | Tottenham Hotspur            |
| 5  | HV | James Chester                | 23 tháng 1, 1989  | 10   | 0   | West Bromwich Albion         |
| 6  | HV | Ashley Williams (Đội trưởng) | 23 tháng 8, 1984  | 58   | 1   | Swansea City                 |
| 15 | HV | Jazz Richards                | 12 tháng 4, 1991  | 9    | 0   | Fulham                       |
| 19 | HV | James Collins                | 23 tháng 8, 1983  | 46   | 3   | West Ham United              |
|    |    |                              |                   |      |     |                              |
| 7  | TV | Joe Allen                    | 14 tháng 3, 1990  | 25   | 0   | Liverpool                    |
| 8  | TV | Andy King                    | 29 tháng 10, 1988 | 32   | 2   | Leicester City               |
| 10 | TV | Aaron Ramsey                 | 26 tháng 12, 1990 | 38   | 10  | Arsenal                      |
| 14 | TV | David Edwards                | 3 tháng 2, 1986   | 31   | 3   | Wolverhampton Wanderers      |
| 16 | TV | Joe Ledley                   | 23 tháng 1, 1987  | 61   | 4   | Crystal Palace               |
| 17 | TV | David Cotterill              | 4 tháng 12, 1987  | 23   | 2   | Birmingham City              |
| 20 | TV | Jonathan Williams            | 9 tháng 10, 1993  | 11   | 0   | Crystal Palace               |
| 22 | TV | David Vaughan                | 18 tháng 2, 1983  | 41   | 1   | Nottingham Forest            |
|    |    |                              |                   |      |     |                              |
| 9  | TĐ | Hal Robson-Kanu              | 21 tháng 5, 1989  | 30   | 2   | Reading                      |
| 11 | TĐ | Gareth Bale                  | 16 tháng 7, 1989  | 54   | 19  | Real Madrid                  |
| 13 | TĐ | George Williams              | 7 tháng 9, 1995   | 7    | 0   | Fulham                       |
| 18 | TĐ | Sam Vokes                    | 21 tháng 10, 1989 | 39   | 6   | Burnley                      |
| 23 | TĐ | Simon Church                 | 10 tháng 12, 1988 | 35   | 3   | Milton Keynes Dons           |

### Slovakia
Huấn luyện viên: Ján Kozák
Đội hình chính thức của đội tuyển Slovakia tham dự Euro 2016 được công bố vào ngày 30 tháng 5.
| Số | VT | Cầu thủ                    | Ngày sinh (tuổi)            | Trận | Bàn | Câu lạc bộ        |
| -- | -- | -------------------------- | --------------------------- | ---- | --- | ----------------- |
| 1  | TM | Ján Mucha                  | 5 tháng 12, 1982 (33 tuổi)  | 45   | 0   | Slovan Bratislava |
| 12 | TM | Ján Novota                 | 29 tháng 11, 1983 (32 tuổi) | 2    | 0   | Rapid Wien        |
| 23 | TM | Matúš Kozáčik              | 27 tháng 12, 1983 (32 tuổi) | 15   | 0   | Viktoria Plzeň    |
|    |    |                            |                             |      |     |                   |
| 2  | HV | Peter Pekarík              | 30 tháng 10, 1986 (29 tuổi) | 65   | 2   | Hertha BSC        |
| 3  | HV | Martin Škrtel (Đội trưởng) | 15 tháng 12, 1984 (31 tuổi) | 79   | 5   | Liverpool         |
| 4  | HV | Ján Ďurica                 | 10 tháng 12, 1981 (34 tuổi) | 77   | 4   | Lokomotiv Moscow  |
| 5  | HV | Norbert Gyömbér            | 3 tháng 7, 1992 (23 tuổi)   | 12   | 0   | Roma              |
| 14 | HV | Milan Škriniar             | 11 tháng 2, 1995 (21 tuổi)  | 2    | 0   | Sampdoria         |
| 15 | HV | Tomáš Hubočan              | 17 tháng 9, 1985 (30 tuổi)  | 44   | 0   | Dinamo Moskva     |
| 16 | HV | Kornel Saláta              | 24 tháng 1, 1985 (31 tuổi)  | 36   | 2   | Slovan Bratislava |
| 18 | HV | Dušan Švento               | 1 tháng 8, 1985 (30 tuổi)   | 36   | 1   | 1. FC Köln        |
|    |    |                            |                             |      |     |                   |
| 6  | TV | Ján Greguš                 | 29 tháng 1, 1991 (25 tuổi)  | 5    | 0   | Baumit Jablonec   |
| 7  | TV | Vladimír Weiss             | 30 tháng 11, 1989 (26 tuổi) | 50   | 4   | Al-Gharafa        |
| 8  | TV | Ondrej Duda                | 5 tháng 12, 1994 (21 tuổi)  | 9    | 1   | Legia Warsaw      |
| 9  | TV | Stanislav Šesták           | 16 tháng 12, 1982 (33 tuổi) | 63   | 13  | Ferencváros       |
| 10 | TV | Miroslav Stoch             | 19 tháng 10, 1989 (26 tuổi) | 52   | 6   | Bursaspor         |
| 13 | TV | Patrik Hrošovský           | 22 tháng 4, 1992 (24 tuổi)  | 9    | 0   | Viktoria Plzeň    |
| 17 | TV | Marek Hamšík (Đội phó)     | 27 tháng 7, 1987 (28 tuổi)  | 85   | 17  | Napoli            |
| 19 | TV | Juraj Kucka                | 26 tháng 2, 1987 (29 tuổi)  | 45   | 4   | Milan             |
| 20 | TV | Róbert Mak                 | 8 tháng 3, 1991 (25 tuổi)   | 26   | 7   | PAOK              |
| 22 | TV | Viktor Pečovský            | 24 tháng 5, 1983 (33 tuổi)  | 30   | 1   | Žilina            |
|    |    |                            |                             |      |     |                   |
| 11 | TĐ | Adam Nemec                 | 2 tháng 9, 1985 (30 tuổi)   | 20   | 4   | Willem II         |
| 21 | TĐ | Michal Ďuriš               | 1 tháng 6, 1988 (28 tuổi)   | 23   | 3   | Viktoria Plzeň    |

## Bảng C

### Đức
Huấn luyện viên: Joachim Löw
Đội hình chính thức của đội tuyển Đức được công bố vào ngày 31 tháng 5.
| Số | VT | Cầu thủ                             | Ngày sinh (tuổi)            | Trận | Bàn | Câu lạc bộ        |
| -- | -- | ----------------------------------- | --------------------------- | ---- | --- | ----------------- |
| 1  | TM | Manuel Neuer                        | 27 tháng 3, 1986 (30 tuổi)  | 64   | 0   | Bayern Munich     |
| 12 | TM | Bernd Leno                          | 4 tháng 3, 1992 (24 tuổi)   | 1    | 0   | Bayer Leverkusen  |
| 22 | TM | Marc-André ter Stegen               | 30 tháng 4, 1992 (24 tuổi)  | 6    | 0   | Barcelona         |
|    |    |                                     |                             |      |     |                   |
| 2  | HV | Shkodran Mustafi                    | 17 tháng 4, 1992 (24 tuổi)  | 10   | 0   | Valencia          |
| 3  | HV | Jonas Hector                        | 27 tháng 5, 1990 (26 tuổi)  | 13   | 1   | 1. FC Köln        |
| 4  | HV | Benedikt Höwedes                    | 29 tháng 2, 1988 (28 tuổi)  | 33   | 2   | Schalke 04        |
| 5  | HV | Mats Hummels                        | 16 tháng 12, 1988 (27 tuổi) | 46   | 4   | Borussia Dortmund |
| 14 | HV | Emre Can                            | 12 tháng 1, 1994 (22 tuổi)  | 5    | 0   | Liverpool         |
| 16 | HV | Antonio Rüdiger                     | 3 tháng 3, 1993 (23 tuổi)   | 10   | 0   | Roma              |
| 17 | HV | Jérôme Boateng                      | 3 tháng 9, 1988 (27 tuổi)   | 58   | 0   | Bayern Munich     |
|    |    |                                     |                             |      |     |                   |
| 6  | TV | Sami Khedira                        | 4 tháng 4, 1987 (29 tuổi)   | 59   | 5   | Juventus          |
| 7  | TV | Bastian Schweinsteiger (Đội trưởng) | 1 tháng 8, 1984 (31 tuổi)   | 114  | 23  | Manchester United |
| 8  | TV | Mesut Özil                          | 15 tháng 10, 1988 (27 tuổi) | 72   | 19  | Arsenal           |
| 9  | TV | André Schürrle                      | 6 tháng 11, 1990 (25 tuổi)  | 51   | 20  | VfL Wolfsburg     |
| 11 | TV | Julian Draxler                      | 20 tháng 9, 1993 (22 tuổi)  | 18   | 1   | VfL Wolfsburg     |
| 15 | TV | Julian Weigl                        | 8 tháng 9, 1995 (20 tuổi)   | 1    | 0   | Borussia Dortmund |
| 18 | TV | Toni Kroos                          | 4 tháng 1, 1990 (26 tuổi)   | 64   | 11  | Real Madrid       |
| 19 | TV | Mario Götze                         | 3 tháng 6, 1992 (24 tuổi)   | 51   | 17  | Bayern Munich     |
| 20 | TV | Leroy Sané                          | 11 tháng 1, 1996 (20 tuổi)  | 2    | 0   | Schalke 04        |
| 21 | TV | Joshua Kimmich                      | 8 tháng 2, 1995 (21 tuổi)   | 1    | 0   | Bayern Munich     |
|    |    |                                     |                             |      |     |                   |
| 10 | TĐ | Lukas Podolski                      | 4 tháng 6, 1985 (31 tuổi)   | 127  | 48  | Galatasaray       |
| 13 | TĐ | Thomas Müller                       | 13 tháng 9, 1989 (26 tuổi)  | 70   | 31  | Bayern Munich     |
| 23 | TĐ | Mario Gómez                         | 10 tháng 7, 1985 (30 tuổi)  | 63   | 27  | Beşiktaş          |

### Ukraina
Huấn luyện viên: Mykhaylo Fomenko
Đội hình chính thức của đội tuyển Ukraina được công bố vào ngày 31 tháng 5.
| Số | VT | Cầu thủ                          | Ngày sinh (tuổi)            | Trận | Bàn | Câu lạc bộ            |
| -- | -- | -------------------------------- | --------------------------- | ---- | --- | --------------------- |
| 12 | TM | Andriy Pyatov                    | 28 tháng 6, 1984 (31 tuổi)  | 63   | 0   | Shakhtar Donetsk      |
| 1  | TM | Denys Boyko                      | 29 tháng 1, 1988 (28 tuổi)  | 4    | 0   | Beşiktaş              |
| 23 | TM | Mykyta Shevchenko                | 26 tháng 1, 1993 (23 tuổi)  | 0    | 0   | Zorya Luhansk         |
|    |    |                                  |                             |      |     |                       |
| 13 | HV | Vyacheslav Shevchuk              | 13 tháng 5, 1979 (37 tuổi)  | 53   | 0   | Shakhtar Donetsk      |
| 5  | HV | Oleksandr Kucher                 | 22 tháng 10, 1982 (33 tuổi) | 50   | 2   | Shakhtar Donetsk      |
| 17 | HV | Artem Fedetskyi                  | 26 tháng 4, 1985 (31 tuổi)  | 47   | 2   | Dnipro Dnipropetrovsk |
| 3  | HV | Yevhen Khacheridi                | 28 tháng 7, 1987 (28 tuổi)  | 41   | 3   | Dynamo Kyiv           |
| 20 | HV | Yaroslav Rakitskiy               | 3 tháng 8, 1989 (26 tuổi)   | 39   | 4   | Shakhtar Donetsk      |
| 2  | HV | Bohdan Butko                     | 13 tháng 1, 1991 (25 tuổi)  | 16   | 0   | Shakhtar Donetsk      |
|    |    |                                  |                             |      |     |                       |
| 4  | TV | Anatoliy Tymoshchuk (Đội trưởng) | 30 tháng 3, 1979 (37 tuổi)  | 142  | 4   | Kairat Almaty         |
| 14 | TV | Ruslan Rotan                     | 29 tháng 10, 1981 (34 tuổi) | 87   | 7   | Dnipro Dnipropetrovsk |
| 7  | TV | Andriy Yarmolenko                | 23 tháng 10, 1989 (26 tuổi) | 58   | 24  | Dynamo Kyiv           |
| 10 | TV | Yevhen Konoplyanka               | 29 tháng 9, 1989 (26 tuổi)  | 52   | 13  | Sevilla               |
| 6  | TV | Taras Stepanenko                 | 8 tháng 8, 1989 (26 tuổi)   | 28   | 2   | Shakhtar Donetsk      |
| 19 | TV | Denys Harmash                    | 19 tháng 4, 1990 (26 tuổi)  | 26   | 2   | Dynamo Kyiv           |
| 16 | TV | Serhiy Sydorchuk                 | 2 tháng 5, 1991 (25 tuổi)   | 11   | 2   | Dynamo Kyiv           |
| 18 | TV | Serhiy Rybalka                   | 1 tháng 4, 1990 (26 tuổi)   | 9    | 0   | Dynamo Kyiv           |
| 22 | TV | Oleksandr Karavayev              | 2 tháng 6, 1992 (24 tuổi)   | 3    | 0   | Zorya Luhansk         |
| 21 | TV | Oleksandr Zinchenko              | 15 tháng 12, 1996 (19 tuổi) | 2    | 1   | Ufa                   |
| 9  | TV | Viktor Kovalenko                 | 14 tháng 2, 1996 (20 tuổi)  | 2    | 0   | Shakhtar Donetsk      |
|    |    |                                  |                             |      |     |                       |
| 11 | TĐ | Yevhen Seleznyov                 | 20 tháng 7, 1985 (30 tuổi)  | 49   | 11  | Shakhtar Donetsk      |
| 8  | TĐ | Roman Zozulya                    | 17 tháng 11, 1989 (26 tuổi) | 25   | 4   | Dnipro Dnipropetrovsk |
| 15 | TĐ | Pylyp Budkivskyi                 | 10 tháng 3, 1992 (24 tuổi)  | 6    | 0   | Zorya Luhansk         |

### Ba Lan
Manager: Adam Nawałka
Đội hình chính thức của đội tuyển Ba Lan được công bố vào ngày 30 tháng 5 năm 2016.
| Số | VT | Cầu thủ                         | Ngày sinh (tuổi)  | Trận | Bàn | Câu lạc bộ        |
| -- | -- | ------------------------------- | ----------------- | ---- | --- | ----------------- |
| 1  | TM | Wojciech Szczęsny               | 18 tháng 4, 1990  | 25   | 0   | Roma              |
| 12 | TM | Artur Boruc                     | 20 tháng 2, 1980  | 62   | 0   | Bournemouth       |
| 22 | TM | Łukasz Fabiański                | 18 tháng 4, 1985  | 29   | 0   | Swansea City      |
|    |    |                                 |                   |      |     |                   |
| 2  | HV | Michał Pazdan                   | 21 tháng 9, 1987  | 16   | 0   | Legia Warsaw      |
| 3  | HV | Artur Jędrzejczyk               | 4 tháng 11, 1987  | 17   | 2   | Legia Warsaw      |
| 4  | HV | Thiago Cionek                   | 21 tháng 4, 1986  | 4    | 0   | Palermo           |
| 14 | HV | Jakub Wawrzyniak                | 7 tháng 7, 1983   | 48   | 1   | Lechia Gdańsk     |
| 15 | HV | Kamil Glik                      | 3 tháng 2, 1988   | 39   | 3   | Torino            |
| 18 | HV | Bartosz Salamon                 | 1 tháng 5, 1991   | 7    | 0   | Cagliari          |
| 20 | HV | Łukasz Piszczek                 | 3 tháng 6, 1985   | 45   | 2   | Borussia Dortmund |
|    |    |                                 |                   |      |     |                   |
| 5  | TV | Krzysztof Mączyński             | 23 tháng 5, 1987  | 14   | 1   | Wisła Kraków      |
| 6  | TV | Tomasz Jodłowiec                | 8 tháng 9, 1985   | 42   | 1   | Legia Warsaw      |
| 8  | TV | Karol Linetty                   | 2 tháng 2, 1995   | 9    | 1   | Lech Poznań       |
| 10 | TV | Grzegorz Krychowiak             | 29 tháng 1, 1990  | 33   | 2   | Sevilla           |
| 11 | TV | Kamil Grosicki                  | 8 tháng 6, 1988   | 37   | 8   | Rennes            |
| 16 | TV | Jakub Błaszczykowski            | 14 tháng 12, 1985 | 77   | 16  | Fiorentina        |
| 17 | TV | Sławomir Peszko                 | 19 tháng 2, 1985  | 35   | 2   | Lechia Gdańsk     |
| 19 | TV | Piotr Zieliński                 | 20 tháng 5, 1994  | 13   | 3   | Empoli            |
| 21 | TV | Bartosz Kapustka                | 23 tháng 12, 1996 | 5    | 2   | Cracovia          |
| 23 | TV | Filip Starzyński                | 27 tháng 5, 1991  | 2    | 1   | Zagłębie Lubin    |
|    |    |                                 |                   |      |     |                   |
| 7  | TĐ | Arkadiusz Milik                 | 28 tháng 2, 1994  | 24   | 10  | Ajax              |
| 9  | TĐ | Robert Lewandowski (Đội trưởng) | 21 tháng 8, 1988  | 75   | 34  | Bayern Munich     |
| 13 | TĐ | Mariusz Stępiński               | 12 tháng 5, 1995  | 2    | 0   | Ruch Chorzów      |

### Bắc Ireland
Huấn luyện viên: Michael O'Neill
Huấn luyện viên Michael O'Neill công bố đội hình tham dự Euro 2016 tại bảo tàng Titanic Belfast vào ngày 28 tháng 5.
| Số | VT | Cầu thủ                   | Ngày sinh (tuổi)           | Trận | Bàn | Câu lạc bộ           |
| -- | -- | ------------------------- | -------------------------- | ---- | --- | -------------------- |
| 12 | TM | Roy Carroll               | 30 tháng 9, 1977 (38 tuổi) | 43   | 0   | Notts County         |
| 1  | TM | Michael McGovern          | 12 tháng 7, 1984 (31 tuổi) | 10   | 0   | Hamilton Academical  |
| 23 | TM | Alan Mannus               | 19 tháng 5, 1982 (34 tuổi) | 8    | 0   | St Johnstone         |
|    |    |                           |                            |      |     |                      |
| 18 | HV | Aaron Hughes              | 8 tháng 11, 1979 (36 tuổi) | 99   | 1   | Melbourne City       |
| 6  | HV | Chris Baird               | 25 tháng 2, 1982 (34 tuổi) | 77   | 0   | Derby County         |
| 4  | HV | Gareth McAuley            | 5 tháng 12, 1979 (36 tuổi) | 60   | 7   | West Bromwich Albion |
| 5  | HV | Jonny Evans               | 3 tháng 1, 1988 (28 tuổi)  | 48   | 1   | West Bromwich Albion |
| 20 | HV | Craig Cathcart            | 6 tháng 2, 1989 (27 tuổi)  | 27   | 2   | Watford              |
| 2  | HV | Conor McLaughlin          | 26 tháng 7, 1991 (24 tuổi) | 17   | 0   | Fleetwood Town       |
| 22 | HV | Lee Hodson                | 2 tháng 10, 1991 (24 tuổi) | 15   | 0   | Milton Keynes Dons   |
| 17 | HV | Paddy McNair              | 27 tháng 4, 1995 (21 tuổi) | 8    | 0   | Manchester United    |
| 15 | HV | Luke McCullough           | 15 tháng 2, 1994 (22 tuổi) | 5    | 0   | Doncaster Rovers     |
|    |    |                           |                            |      |     |                      |
| 8  | TV | Steven Davis (Đội trưởng) | 1 tháng 1, 1985 (31 tuổi)  | 82   | 8   | Southampton          |
| 7  | TV | Niall McGinn              | 20 tháng 7, 1987 (28 tuổi) | 41   | 2   | Aberdeen             |
| 13 | TV | Corry Evans               | 17 tháng 7, 1990 (25 tuổi) | 33   | 1   | Blackburn Rovers     |
| 16 | TV | Oliver Norwood            | 12 tháng 4, 1991 (25 tuổi) | 33   | 0   | Reading              |
| 3  | TV | Shane Ferguson            | 12 tháng 7, 1991 (24 tuổi) | 24   | 1   | Millwall             |
| 14 | TV | Stuart Dallas             | 19 tháng 4, 1991 (25 tuổi) | 13   | 1   | Leeds United         |
|    |    |                           |                            |      |     |                      |
| 10 | TĐ | Kyle Lafferty             | 16 tháng 9, 1987 (28 tuổi) | 50   | 17  | Birmingham City      |
| 19 | TĐ | Jamie Ward                | 12 tháng 5, 1986 (30 tuổi) | 21   | 2   | Nottingham Forest    |
| 21 | TĐ | Josh Magennis             | 15 tháng 5, 1990 (26 tuổi) | 18   | 1   | Kilmarnock           |
| 9  | TĐ | Will Grigg                | 3 tháng 7, 1991 (24 tuổi)  | 8    | 1   | Wigan Athletic       |
| 11 | TĐ | Conor Washington          | 18 tháng 5, 1992 (24 tuổi) | 3    | 2   | Queens Park Rangers  |

## Bảng D

### Tây Ban Nha
Huấn luyện viên: Vicente del Bosque
Đội hình chính thức của đội tuyển Tây Ban Nha được công bố vào ngày 31 tháng 5.
| Số | VT | Cầu thủ                    | Ngày sinh (tuổi)            | Trận | Bàn | Câu lạc bộ        |
| -- | -- | -------------------------- | --------------------------- | ---- | --- | ----------------- |
| 1  | TM | Iker Casillas (Đội trưởng) | 20 tháng 5, 1981 (35 tuổi)  | 166  | 0   | Porto             |
| 12 | TM | David de Gea               | 7 tháng 11, 1990 (25 tuổi)  | 8    | 0   | Manchester United |
| 23 | TM | Sergio Rico                | 1 tháng 9, 1993 (22 tuổi)   | 0    | 0   | Sevilla           |
|    |    |                            |                             |      |     |                   |
| 15 | HV | Sergio Ramos               | 30 tháng 3, 1986 (30 tuổi)  | 131  | 10  | Real Madrid       |
| 3  | HV | Gerard Piqué               | 2 tháng 2, 1987 (29 tuổi)   | 75   | 4   | Barcelona         |
| 18 | HV | Jordi Alba                 | 21 tháng 3, 1989 (27 tuổi)  | 41   | 6   | Barcelona         |
| 16 | HV | Juanfran                   | 9 tháng 1, 1985 (31 tuổi)   | 17   | 0   | Atlético Madrid   |
| 2  | HV | César Azpilicueta          | 28 tháng 8, 1989 (26 tuổi)  | 13   | 0   | Chelsea           |
| 4  | HV | Marc Bartra                | 15 tháng 1, 1991 (25 tuổi)  | 8    | 0   | Barcelona         |
| 17 | HV | Mikel San José             | 30 tháng 5, 1989 (27 tuổi)  | 5    | 0   | Athletic Bilbao   |
| 13 | HV | Héctor Bellerín            | 19 tháng 3, 1995 (21 tuổi)  | 1    | 0   | Arsenal           |
|    |    |                            |                             |      |     |                   |
| 6  | TV | Andrés Iniesta             | 11 tháng 5, 1984 (32 tuổi)  | 107  | 13  | Barcelona         |
| 10 | TV | Cesc Fàbregas              | 4 tháng 5, 1987 (29 tuổi)   | 103  | 14  | Chelsea           |
| 21 | TV | David Silva                | 8 tháng 1, 1986 (30 tuổi)   | 96   | 23  | Manchester City   |
| 5  | TV | Sergio Busquets            | 16 tháng 7, 1988 (27 tuổi)  | 82   | 2   | Barcelona         |
| 8  | TV | Koke                       | 8 tháng 1, 1992 (24 tuổi)   | 22   | 0   | Atlético Madrid   |
| 14 | TV | Thiago                     | 11 tháng 4, 1991 (25 tuổi)  | 8    | 0   | Bayern Munich     |
| 19 | TV | Bruno Soriano              | 12 tháng 6, 1984 (31 tuổi)  | 6    | 0   | Villarreal        |
| 9  | TV | Lucas Vázquez              | 1 tháng 7, 1991 (24 tuổi)   | 0    | 0   | Real Madrid       |
|    |    |                            |                             |      |     |                   |
| 11 | TĐ | Pedro                      | 28 tháng 7, 1987 (28 tuổi)  | 55   | 16  | Chelsea           |
| 7  | TĐ | Álvaro Morata              | 23 tháng 10, 1992 (23 tuổi) | 8    | 1   | Juventus          |
| 22 | TĐ | Nolito                     | 15 tháng 10, 1986 (29 tuổi) | 7    | 2   | Celta Vigo        |
| 20 | TĐ | Aritz Aduriz               | 11 tháng 2, 1981 (35 tuổi)  | 3    | 1   | Athletic Bilbao   |

### Cộng hòa Séc
Huấn luyện viên: Pavel Vrba
Đội hình chính thức của đội tuyển Cộng hòa Séc được công bố vào ngày 31 tháng 5.
| Số | VT | Cầu thủ                | Ngày sinh (tuổi)            | Trận | Bàn | Câu lạc bộ          |
| -- | -- | ---------------------- | --------------------------- | ---- | --- | ------------------- |
|    | TM | Petr Čech (Đội trưởng) | 20 tháng 5, 1982 (34 tuổi)  | 118  | 0   | Arsenal             |
|    | TM | Tomáš Vaclík           | 29 tháng 3, 1989 (27 tuổi)  | 6    | 0   | Basel               |
|    | TM | Tomáš Koubek           | 26 tháng 8, 1992 (23 tuổi)  | 1    | 0   | Slovan Liberec      |
|    |    |                        |                             |      |     |                     |
|    | HV | Michal Kadlec          | 13 tháng 12, 1984 (31 tuổi) | 63   | 8   | AC Sparta Praha     |
|    | HV | Tomáš Sivok            | 15 tháng 9, 1983 (32 tuổi)  | 52   | 5   | Bursaspor           |
|    | HV | David Limberský        | 6 tháng 10, 1983 (32 tuổi)  | 35   | 1   | Viktoria Plzeň      |
|    | HV | Theodor Gebre Selassie | 24 tháng 12, 1986 (29 tuổi) | 33   | 1   | Werder Bremen       |
|    | HV | Daniel Pudil           | 27 tháng 9, 1985 (30 tuổi)  | 31   | 2   | Sheffield Wednesday |
|    | HV | Marek Suchý            | 29 tháng 3, 1988 (28 tuổi)  | 26   | 0   | Basel               |
|    | HV | Roman Hubník           | 6 tháng 6, 1984 (32 tuổi)   | 24   | 2   | Viktoria Plzeň      |
|    | HV | Pavel Kadeřábek        | 25 tháng 4, 1992 (24 tuổi)  | 15   | 2   | 1899 Hoffenheim     |
|    |    |                        |                             |      |     |                     |
|    | TV | Tomáš Rosický          | 4 tháng 10, 1980 (35 tuổi)  | 100  | 22  | Arsenal             |
|    | TV | Jaroslav Plašil        | 5 tháng 1, 1982 (34 tuổi)   | 97   | 6   | Bordeaux            |
|    | TV | Vladimír Darida        | 8 tháng 8, 1990 (25 tuổi)   | 33   | 1   | Hertha BSC          |
|    | TV | Daniel Kolář           | 27 tháng 10, 1985 (30 tuổi) | 26   | 2   | Viktoria Plzeň      |
|    | TV | Bořek Dočkal           | 30 tháng 9, 1988 (27 tuổi)  | 23   | 6   | Sparta Prague       |
|    | TV | Ladislav Krejčí        | 5 tháng 7, 1992 (23 tuổi)   | 20   | 4   | Sparta Prague       |
|    | TV | Josef Šural            | 30 tháng 5, 1990 (26 tuổi)  | 9    | 1   | Sparta Prague       |
|    | TV | Jiří Skalák            | 12 tháng 3, 1992 (24 tuổi)  | 7    | 0   | Brighton            |
|    | TV | David Pavelka          | 18 tháng 5, 1991 (25 tuổi)  | 5    | 0   | Kasımpaşa           |
|    |    |                        |                             |      |     |                     |
|    | TĐ | David Lafata           | 18 tháng 9, 1981 (34 tuổi)  | 37   | 8   | Sparta Prague       |
|    | TĐ | Tomáš Necid            | 13 tháng 8, 1989 (26 tuổi)  | 36   | 9   | Bursaspor           |
|    | TĐ | Milan Škoda            | 16 tháng 1, 1986 (30 tuổi)  | 7    | 2   | Slavia Prague       |

### Thổ Nhĩ Kỳ
Huấn luyện viên: Fatih Terim
Đội hình chính thức của đội tuyển Thổ Nhĩ Kỳ được công bố vào ngày 31 tháng 5 năm 2016.

| Số | VT | Cầu thủ                 | Ngày sinh (tuổi)           | Trận | Bàn | Câu lạc bộ          |
| -- | -- | ----------------------- | -------------------------- | ---- | --- | ------------------- |
| 1  | TM | Volkan Babacan          | 12 tháng 8, 1988 (27 tuổi) | 16   | 0   | İstanbul Başakşehir |
| 12 | TM | Onur Recep Kıvrak       | 1 tháng 1, 1988 (28 tuổi)  | 12   | 0   | Trabzonspor         |
| 23 | TM | Harun Tekin             | 17 tháng 6, 1989 (26 tuổi) | 0    | 0   | Bursaspor           |
|    |    |                         |                            |      |     |                     |
| 15 | HV | Mehmet Topal            | 3 tháng 3, 1986 (30 tuổi)  | 58   | 1   | Fenerbahçe          |
| 7  | HV | Gökhan Gönül            | 4 tháng 1, 1985 (31 tuổi)  | 55   | 1   | Fenerbahçe          |
| 18 | HV | Caner Erkin             | 4 tháng 10, 1988 (27 tuổi) | 46   | 2   | Fenerbahçe          |
| 3  | HV | Hakan Kadir Balta       | 23 tháng 3, 1983 (33 tuổi) | 45   | 2   | Galatasaray         |
| 2  | HV | Semih Kaya              | 24 tháng 2, 1991 (25 tuổi) | 23   | 0   | Galatasaray         |
| 13 | HV | İsmail Köybaşı          | 10 tháng 7, 1989 (26 tuổi) | 18   | 0   | Beşiktaş            |
| 22 | HV | Şener Özbayraklı        | 23 tháng 1, 1990 (26 tuổi) | 8    | 0   | Fenerbahçe          |
| 4  | HV | Ahmet Yılmaz Çalık      | 22 tháng 6, 1994 (21 tuổi) | 4    | 0   | Gençlerbirliği      |
|    |    |                         |                            |      |     |                     |
| 10 | TV | Arda Turan (Đội trưởng) | 30 tháng 1, 1987 (29 tuổi) | 90   | 17  | Barcelona           |
| 8  | TV | Selçuk İnan             | 10 tháng 2, 1985 (31 tuổi) | 51   | 8   | Galatasaray         |
| 5  | TV | Nuri Şahin              | 5 tháng 9, 1988 (27 tuổi)  | 48   | 2   | Borussia Dortmund   |
| 11 | TV | Olcay Şahan             | 26 tháng 5, 1987 (29 tuổi) | 23   | 2   | Beşiktaş            |
| 16 | TV | Ozan Tufan              | 23 tháng 3, 1995 (21 tuổi) | 23   | 1   | Fenerbahçe          |
| 6  | TV | Hakan Çalhanoğlu        | 8 tháng 2, 1994 (22 tuổi)  | 18   | 6   | Bayer Leverkusen    |
| 14 | TV | Oğuzhan Özyakup         | 23 tháng 9, 1992 (23 tuổi) | 19   | 1   | Beşiktaş            |
| 20 | TV | Volkan Şen              | 7 tháng 7, 1987 (28 tuổi)  | 16   | 0   | Fenerbahçe          |
| 21 | TV | Emre Mor                | 24 tháng 7, 1997 (18 tuổi) | 1    | 0   | FC Nordsjælland     |
|    |    |                         |                            |      |     |                     |
| 17 | TĐ | Burak Yılmaz            | 15 tháng 7, 1985 (30 tuổi) | 43   | 19  | Bắc Kinh Quốc An    |
| 9  | TĐ | Cenk Tosun              | 7 tháng 6, 1991 (25 tuổi)  | 9    | 3   | Beşiktaş            |
| 19 | TĐ | Yunus Mallı             | 24 tháng 2, 1992 (24 tuổi) | 5    | 0   | 1. FSV Mainz 05     |

### Croatia
Huấn luyện viên: Ante Čačić
Đội hình chính thức của đội tuyển Croatia được công bố vào ngày 31 tháng 5 năm 2016.
| Số | VT | Cầu thủ                  | Ngày sinh (tuổi)            | Trận | Bàn | Câu lạc bộ       |
| -- | -- | ------------------------ | --------------------------- | ---- | --- | ---------------- |
| 1  | TM | Ivan Vargić              | 15 tháng 3, 1987 (29 tuổi)  | 2    | 0   | Rijeka           |
| 12 | TM | Lovre Kalinić            | 3 tháng 4, 1990 (26 tuổi)   | 4    | 0   | Hajduk Split     |
| 23 | TM | Danijel Subašić          | 27 tháng 10, 1984 (31 tuổi) | 20   | 0   | Monaco           |
|    |    |                          |                             |      |     |                  |
| 2  | HV | Šime Vrsaljko            | 10 tháng 1, 1992 (24 tuổi)  | 18   | 0   | Sassuolo         |
| 3  | HV | Ivan Strinić             | 17 tháng 7, 1987 (28 tuổi)  | 34   | 0   | Napoli           |
| 5  | HV | Vedran Ćorluka           | 5 tháng 2, 1986 (30 tuổi)   | 88   | 4   | Lokomotiv Moscow |
| 6  | HV | Tin Jedvaj               | 28 tháng 11, 1995 (20 tuổi) | 3    | 0   | Bayer Leverkusen |
| 11 | HV | Darijo Srna (Đội trưởng) | 1 tháng 5, 1982 (34 tuổi)   | 129  | 21  | Shakhtar Donetsk |
| 13 | HV | Gordon Schildenfeld      | 18 tháng 3, 1985 (31 tuổi)  | 26   | 1   | Dinamo Zagreb    |
| 21 | HV | Domagoj Vida             | 29 tháng 4, 1989 (27 tuổi)  | 37   | 1   | Dynamo Kyiv      |
|    |    |                          |                             |      |     |                  |
| 7  | TV | Ivan Rakitić             | 10 tháng 3, 1988 (28 tuổi)  | 75   | 10  | Barcelona        |
| 8  | TV | Mateo Kovačić            | 6 tháng 5, 1994 (22 tuổi)   | 26   | 1   | Real Madrid      |
| 4  | TV | Ivan Perišić             | 2 tháng 2, 1989 (27 tuổi)   | 46   | 12  | Internazionale   |
| 10 | TV | Luka Modrić              | 9 tháng 9, 1985 (30 tuổi)   | 89   | 10  | Real Madrid      |
| 14 | TV | Marcelo Brozović         | 16 tháng 11, 1992 (23 tuổi) | 17   | 4   | Internazionale   |
| 15 | TV | Ante Ćorić               | 14 tháng 4, 1997 (19 tuổi)  | 1    | 0   | Dinamo Zagreb    |
| 18 | TV | Marko Rog                | 19 tháng 7, 1995 (20 tuổi)  | 2    | 0   | Dinamo Zagreb    |
| 19 | TV | Milan Badelj             | 25 tháng 2, 1989 (27 tuổi)  | 19   | 1   | Fiorentina       |
|    |    |                          |                             |      |     |                  |
| 16 | TĐ | Nikola Kalinić           | 5 tháng 1, 1988 (28 tuổi)   | 28   | 8   | Fiorentina       |
| 17 | TĐ | Mario Mandžukić          | 21 tháng 5, 1986 (30 tuổi)  | 65   | 21  | Juventus         |
| 9  | TĐ | Andrej Kramarić          | 19 tháng 6, 1991 (24 tuổi)  | 10   | 4   | 1899 Hoffenheim  |
| 20 | TĐ | Marko Pjaca              | 6 tháng 5, 1995 (21 tuổi)   | 7    | 0   | Dinamo Zagreb    |
| 22 | TĐ | Duje Čop                 | 1 tháng 2, 1990 (26 tuổi)   | 4    | 0   | Málaga           |

## Bảng E

### Bỉ
Huấn luyện viên: Marc Wilmots
Đội hình chính thức của đội tuyển Bỉ được công bố vào ngày 31 tháng 5.
| Số | VT | Cầu thủ                   | Ngày sinh (tuổi)            | Trận | Bàn | Câu lạc bộ             |
| -- | -- | ------------------------- | --------------------------- | ---- | --- | ---------------------- |
| 1  | TM | Thibaut Courtois          | 11 tháng 5, 1992 (24 tuổi)  | 36   | 0   | Chelsea                |
| 12 | TM | Simon Mignolet            | 6 tháng 3, 1988 (28 tuổi)   | 16   | 0   | Liverpool              |
| 13 | TM | Jean-François Gillet      | 31 tháng 5, 1979 (37 tuổi)  | 9    | 0   | Mechelen               |
|    |    |                           |                             |      |     |                        |
| 2  | HV | Toby Alderweireld         | 2 tháng 3, 1989 (27 tuổi)   | 54   | 1   | Tottenham Hotspur      |
| 3  | HV | Thomas Vermaelen          | 14 tháng 11, 1985 (30 tuổi) | 52   | 1   | Barcelona              |
| 5  | HV | Jan Vertonghen            | 24 tháng 4, 1987 (29 tuổi)  | 76   | 6   | Tottenham Hotspur      |
| 15 | HV | Jason Denayer             | 28 tháng 6, 1995 (20 tuổi)  | 6    | 0   | Galatasaray            |
| 16 | HV | Thomas Meunier            | 12 tháng 9, 1991 (24 tuổi)  | 5    | 0   | Club Brugge            |
| 18 | HV | Christian Kabasele        | 24 tháng 2, 1991 (25 tuổi)  | 0    | 0   | Genk                   |
| 21 | HV | Jordan Lukaku             | 25 tháng 7, 1994 (21 tuổi)  | 3    | 0   | Oostende               |
| 23 | HV | Laurent Ciman             | 5 tháng 8, 1985 (30 tuổi)   | 9    | 0   | Montreal Impact        |
|    |    |                           |                             |      |     |                        |
| 6  | TV | Axel Witsel               | 12 tháng 1, 1989 (27 tuổi)  | 66   | 6   | Zenit Saint Petersburg |
| 7  | TV | Kevin De Bruyne           | 28 tháng 6, 1991 (24 tuổi)  | 38   | 12  | Manchester City        |
| 8  | TV | Marouane Fellaini         | 22 tháng 11, 1987 (28 tuổi) | 67   | 15  | Manchester United      |
| 4  | TV | Radja Nainggolan          | 4 tháng 5, 1988 (28 tuổi)   | 18   | 4   | Roma                   |
| 10 | TV | Eden Hazard (Đội trưởng)  | 7 tháng 1, 1991 (25 tuổi)   | 64   | 12  | Chelsea                |
| 19 | TV | Mousa Dembélé             | 16 tháng 7, 1987 (28 tuổi)  | 64   | 5   | Tottenham Hotspur      |
|    |    |                           |                             |      |     |                        |
| 11 | TĐ | Yannick Ferreira Carrasco | 4 tháng 9, 1993 (22 tuổi)   | 4    | 0   | Atlético Madrid        |
| 9  | TĐ | Romelu Lukaku             | 13 tháng 5, 1993 (23 tuổi)  | 43   | 11  | Everton                |
| 14 | TĐ | Dries Mertens             | 6 tháng 5, 1987 (29 tuổi)   | 44   | 8   | Napoli                 |
| 17 | TĐ | Divock Origi              | 18 tháng 4, 1995 (21 tuổi)  | 18   | 3   | Liverpool              |
| 20 | TĐ | Christian Benteke         | 3 tháng 12, 1990 (25 tuổi)  | 26   | 6   | Liverpool              |
| 22 | TĐ | Michy Batshuayi           | 2 tháng 10, 1993 (22 tuổi)  | 5    | 2   | Marseille              |

### Ý
Huấn luyện viên: Antonio Conte
Đội hình chính thức của đội tuyển Ý được công bố vào ngày 31 tháng 5.
| Số | VT | Cầu thủ                       | Ngày sinh (tuổi)            | Trận | Bàn | Câu lạc bộ          |
| -- | -- | ----------------------------- | --------------------------- | ---- | --- | ------------------- |
| 1  | TM | Gianluigi Buffon (Đội trưởng) | 28 tháng 1, 1978 (38 tuổi)  | 157  | 0   | Juventus            |
| 12 | TM | Salvatore Sirigu              | 12 tháng 1, 1987 (29 tuổi)  | 15   | 0   | Paris Saint-Germain |
| 13 | TM | Federico Marchetti            | 7 tháng 2, 1983 (33 tuổi)   | 11   | 0   | Lazio               |
|    |    |                               |                             |      |     |                     |
| 2  | HV | Mattia De Sciglio             | 20 tháng 10, 1992 (23 tuổi) | 22   | 0   | Milan               |
| 3  | HV | Giorgio Chiellini             | 14 tháng 8, 1984 (31 tuổi)  | 83   | 6   | Juventus            |
| 4  | HV | Matteo Darmian                | 2 tháng 12, 1989 (26 tuổi)  | 22   | 1   | Manchester United   |
| 5  | HV | Angelo Ogbonna                | 23 tháng 5, 1988 (28 tuổi)  | 10   | 0   | West Ham United     |
| 15 | HV | Andrea Barzagli               | 8 tháng 5, 1981 (35 tuổi)   | 55   | 0   | Juventus            |
| 19 | HV | Leonardo Bonucci              | 1 tháng 5, 1987 (29 tuổi)   | 56   | 3   | Juventus            |
|    |    |                               |                             |      |     |                     |
| 6  | TV | Antonio Candreva              | 28 tháng 2, 1987 (29 tuổi)  | 37   | 3   | Lazio               |
| 8  | TV | Alessandro Florenzi           | 11 tháng 3, 1991 (25 tuổi)  | 16   | 2   | Roma                |
| 10 | TV | Thiago Motta                  | 28 tháng 8, 1982 (33 tuổi)  | 25   | 1   | Paris Saint-Germain |
| 14 | TV | Stefano Sturaro               | 9 tháng 3, 1993 (23 tuổi)   | 0    | 0   | Juventus            |
| 16 | TV | Daniele De Rossi              | 24 tháng 7, 1983 (32 tuổi)  | 102  | 17  | Roma                |
| 18 | TV | Marco Parolo                  | 25 tháng 1, 1985 (31 tuổi)  | 19   | 0   | Lazio               |
| 21 | TV | Federico Bernardeschi         | 16 tháng 2, 1994 (22 tuổi)  | 3    | 0   | Fiorentina          |
| 22 | TV | Stephan El Shaarawy           | 27 tháng 10, 1992 (23 tuổi) | 18   | 3   | Roma                |
| 23 | TV | Emanuele Giaccherini          | 5 tháng 5, 1985 (31 tuổi)   | 24   | 3   | Bologna             |
|    |    |                               |                             |      |     |                     |
| 7  | TĐ | Simone Zaza                   | 25 tháng 6, 1991 (24 tuổi)  | 10   | 1   | Juventus            |
| 9  | TĐ | Graziano Pellè                | 15 tháng 7, 1985 (30 tuổi)  | 12   | 5   | Southampton         |
| 11 | TĐ | Ciro Immobile                 | 20 tháng 2, 1990 (26 tuổi)  | 12   | 1   | Torino              |
| 17 | TĐ | Éder                          | 15 tháng 11, 1986 (29 tuổi) | 10   | 2   | Internazionale      |
| 20 | TĐ | Lorenzo Insigne               | 4 tháng 6, 1991 (25 tuổi)   | 9    | 2   | Napoli              |

### Ireland
Huấn luyện viên:  Martin O'Neill
Đội hình sơ bộ của Ireland gồm 35 cầu thủ được công bố sau trận giao hữu với đội tuyển Hà Lan vào ngày 27 tháng 5. Ngày 23 tháng 5, danh sách đội hình đã được rút gọn xuống còn 23, khi Marc Wilson bị loại do chấn thương. Huấn luyện viên Martin O'Neill xác nhận anh bị chấn thương trong trận giao hữu thắng 2-1 trước Belarus vào ngày 31 tháng 5 năm 2016.
| Số | VT | Cầu thủ                  | Ngày sinh (tuổi)            | Trận | Bàn | Câu lạc bộ           |
| -- | -- | ------------------------ | --------------------------- | ---- | --- | -------------------- |
| 1  | TM | Keiren Westwood          | 23 tháng 10, 1984 (31 tuổi) | 18   | 0   | Sheffield Wednesday  |
| 16 | TM | Shay Given               | 20 tháng 4, 1976 (40 tuổi)  | 133  | 0   | Stoke City           |
| 23 | TM | Darren Randolph          | 12 tháng 5, 1987 (29 tuổi)  | 8    | 0   | West Ham United      |
|    |    |                          |                             |      |     |                      |
| 2  | HV | Séamus Coleman           | 11 tháng 10, 1988 (27 tuổi) | 33   | 0   | Everton              |
| 3  | HV | Ciaran Clark             | 26 tháng 9, 1989 (26 tuổi)  | 16   | 2   | Aston Villa          |
| 4  | HV | John O'Shea (Đội trưởng) | 30 tháng 4, 1981 (35 tuổi)  | 110  | 3   | Sunderland           |
| 5  | HV | Richard Keogh            | 11 tháng 8, 1986 (29 tuổi)  | 11   | 1   | Derby County         |
| 12 | HV | Shane Duffy              | 1 tháng 1, 1992 (24 tuổi)   | 2    | 0   | Blackburn Rovers     |
| 15 | HV | Cyrus Christie           | 30 tháng 9, 1992 (23 tuổi)  | 4    | 1   | Derby County         |
| 17 | HV | Stephen Ward             | 20 tháng 8, 1985 (30 tuổi)  | 33   | 3   | Burnley              |
|    |    |                          |                             |      |     |                      |
| 6  | TV | Glenn Whelan (Đội phó)   | 13 tháng 1, 1984 (32 tuổi)  | 70   | 2   | Stoke City           |
| 7  | TV | Aiden McGeady            | 4 tháng 4, 1986 (30 tuổi)   | 81   | 5   | Sheffield Wednesday  |
| 8  | TV | James McCarthy           | 12 tháng 11, 1990 (25 tuổi) | 35   | 0   | Everton              |
| 11 | TV | James McClean            | 22 tháng 4, 1989 (27 tuổi)  | 36   | 5   | West Bromwich Albion |
| 13 | TV | Jeff Hendrick            | 31 tháng 1, 1992 (24 tuổi)  | 20   | 0   | Derby County         |
| 18 | TV | David Meyler             | 29 tháng 5, 1989 (27 tuổi)  | 14   | 0   | Hull City            |
| 19 | TV | Robbie Brady             | 14 tháng 1, 1992 (24 tuổi)  | 23   | 4   | Norwich City         |
| 20 | TV | Wes Hoolahan             | 20 tháng 5, 1982 (34 tuổi)  | 29   | 2   | Norwich City         |
| 21 | TĐ | Daryl Murphy             | 15 tháng 3, 1983 (33 tuổi)  | 20   | 0   | Ipswich Town         |
| 22 | TV | Stephen Quinn            | 4 tháng 4, 1986 (30 tuổi)   | 13   | 0   | Reading              |
|    |    |                          |                             |      |     |                      |
| 9  | TĐ | Shane Long               | 22 tháng 1, 1987 (29 tuổi)  | 62   | 16  | Southampton          |
| 10 | TĐ | Robbie Keane             | 8 tháng 7, 1980 (35 tuổi)   | 143  | 67  | LA Galaxy            |
| 14 | TĐ | Jonathan Walters         | 20 tháng 9, 1983 (32 tuổi)  | 38   | 10  | Stoke City           |

### Thụy Điển
Huấn luyện viên: Erik Hamrén
Đội hình chính thức đội tuyển Thụy Điển được công bố vào ngày 11 tháng 5.
| Số | VT | Cầu thủ                         | Ngày sinh (tuổi)            | Trận | Bàn | Câu lạc bộ          |
| -- | -- | ------------------------------- | --------------------------- | ---- | --- | ------------------- |
| 1  | TM | Andreas Isaksson                | 3 tháng 10, 1981 (34 tuổi)  | 129  | 0   | Kasımpaşa           |
| 12 | TM | Robin Olsen                     | 8 tháng 1, 1990 (26 tuổi)   | 3    | 0   | Copenhagen          |
| 23 | TM | Patrik Carlgren                 | 8 tháng 1, 1992 (24 tuổi)   | 1    | 0   | AIK                 |
|    |    |                                 |                             |      |     |                     |
| 2  | HV | Mikael Lustig                   | 13 tháng 12, 1986 (29 tuổi) | 51   | 2   | Celtic              |
| 3  | HV | Erik Johansson                  | 30 tháng 12, 1988 (27 tuổi) | 8    | 0   | Copenhagen          |
| 4  | HV | Andreas Granqvist               | 16 tháng 4, 1985 (31 tuổi)  | 51   | 3   | Krasnodar           |
| 5  | HV | Martin Olsson                   | 17 tháng 5, 1988 (28 tuổi)  | 34   | 5   | Norwich City        |
| 13 | HV | Pontus Jansson                  | 13 tháng 2, 1991 (25 tuổi)  | 8    | 0   | Torino              |
| 14 | HV | Victor Lindelöf                 | 17 tháng 7, 1994 (21 tuổi)  | 3    | 0   | Benfica             |
| 17 | HV | Ludwig Augustinsson             | 21 tháng 4, 1994 (22 tuổi)  | 3    | 0   | Copenhagen          |
|    |    |                                 |                             |      |     |                     |
| 6  | TV | Emil Forsberg                   | 23 tháng 10, 1991 (24 tuổi) | 16   | 1   | RB Leipzig          |
| 7  | TV | Sebastian Larsson               | 6 tháng 6, 1985 (31 tuổi)   | 83   | 6   | Sunderland          |
| 8  | TV | Albin Ekdal                     | 28 tháng 7, 1989 (26 tuổi)  | 21   | 0   | Hamburger SV        |
| 9  | TV | Kim Källström                   | 24 tháng 8, 1982 (33 tuổi)  | 127  | 16  | Grasshopper         |
| 15 | TV | Oscar Hiljemark                 | 28 tháng 6, 1992 (23 tuổi)  | 10   | 1   | Palermo             |
| 16 | TV | Pontus Wernbloom                | 25 tháng 6, 1986 (29 tuổi)  | 51   | 2   | CSKA Moscow         |
| 18 | TV | Oscar Lewicki                   | 14 tháng 7, 1992 (23 tuổi)  | 9    | 0   | Malmö FF            |
| 21 | TV | Jimmy Durmaz                    | 22 tháng 3, 1989 (27 tuổi)  | 31   | 2   | Olympiacos          |
| 22 | TV | Erkan Zengin                    | 5 tháng 8, 1985 (30 tuổi)   | 20   | 3   | Trabzonspor         |
|    |    |                                 |                             |      |     |                     |
| 10 | TĐ | Zlatan Ibrahimović (Đội trưởng) | 3 tháng 10, 1981 (34 tuổi)  | 112  | 62  | Paris Saint-Germain |
| 11 | TĐ | Marcus Berg                     | 17 tháng 8, 1986 (29 tuổi)  | 37   | 10  | Panathinaikos       |
| 19 | TĐ | Emir Kujović                    | 22 tháng 6, 1988 (27 tuổi)  | 3    | 1   | IFK Norrköping      |
| 20 | TĐ | John Guidetti                   | 15 tháng 4, 1992 (24 tuổi)  | 8    | 0   | Celta Vigo          |

## Bảng F

### Bồ Đào Nha
Huấn luyện viên: Fernando Santos
Đội hình chính thức của đội tuyển Bồ Đào Nha được công bố vào ngày 17 tháng 5.
| Số | VT | Cầu thủ                        | Ngày sinh (tuổi)            | Trận | Bàn | Câu lạc bộ       |
| -- | -- | ------------------------------ | --------------------------- | ---- | --- | ---------------- |
| 1  | TM | Rui Patrício                   | 15 tháng 2, 1988 (28 tuổi)  | 43   | 0   | Sporting CP      |
| 12 | TM | Anthony Lopes                  | 1 tháng 10, 1990 (25 tuổi)  | 4    | 0   | Lyon             |
| 22 | TM | Eduardo                        | 19 tháng 9, 1982 (33 tuổi)  | 35   | 0   | Dinamo Zagreb    |
|    |    |                                |                             |      |     |                  |
| 2  | HV | Bruno Alves                    | 27 tháng 11, 1981 (34 tuổi) | 84   | 10  | Fenerbahçe       |
| 3  | HV | Pepe                           | 26 tháng 2, 1983 (33 tuổi)  | 70   | 3   | Real Madrid      |
| 4  | HV | José Fonte                     | 22 tháng 12, 1983 (32 tuổi) | 10   | 0   | Southampton      |
| 5  | HV | Raphaël Guerreiro              | 22 tháng 12, 1993 (22 tuổi) | 6    | 2   | Lorient          |
| 6  | HV | Ricardo Carvalho               | 18 tháng 5, 1978 (38 tuổi)  | 84   | 5   | Monaco           |
| 11 | HV | Vieirinha                      | 24 tháng 1, 1986 (30 tuổi)  | 20   | 1   | Wolfsburg        |
| 19 | HV | Eliseu                         | 1 tháng 10, 1983 (32 tuổi)  | 15   | 1   | Benfica          |
| 21 | HV | Cédric Soares                  | 31 tháng 8, 1991 (24 tuổi)  | 10   | 0   | Southampton      |
|    |    |                                |                             |      |     |                  |
| 8  | TV | João Moutinho                  | 8 tháng 9, 1986 (29 tuổi)   | 82   | 4   | Monaco           |
| 10 | TV | João Mário                     | 19 tháng 1, 1993 (23 tuổi)  | 9    | 0   | Sporting CP      |
| 13 | TV | Danilo                         | 9 tháng 9, 1991 (24 tuổi)   | 10   | 0   | Porto            |
| 14 | TV | William Carvalho               | 7 tháng 4, 1992 (24 tuổi)   | 18   | 0   | Sporting CP      |
| 15 | TV | André Gomes                    | 30 tháng 7, 1993 (22 tuổi)  | 6    | 0   | Valencia         |
| 16 | TV | Renato Sanches                 | 18 tháng 8, 1997 (18 tuổi)  | 3    | 0   | FC Bayern Munich |
| 23 | TV | Adrien Silva                   | 15 tháng 3, 1989 (27 tuổi)  | 8    | 0   | Sporting CP      |
|    |    |                                |                             |      |     |                  |
| 7  | TĐ | Cristiano Ronaldo (Đội trưởng) | 5 tháng 2, 1985 (31 tuổi)   | 125  | 56  | Real Madrid      |
| 9  | TĐ | Éder                           | 22 tháng 12, 1987 (28 tuổi) | 24   | 2   | Lille            |
| 17 | TĐ | Nani                           | 17 tháng 11, 1986 (29 tuổi) | 94   | 18  | Fenerbahçe       |
| 18 | TĐ | Rafa Silva                     | 17 tháng 5, 1993 (23 tuổi)  | 7    | 0   | Braga            |
| 20 | TĐ | Ricardo Quaresma               | 26 tháng 9, 1983 (32 tuổi)  | 48   | 5   | Beşiktaş         |

### Iceland
Huấn luyện viên:  Lars Lagerbäck &  Heimir Hallgrímsson
Đội hình chính thức của đội tuyển Iceland được công bố vào ngày 9 tháng 5 năm 2016.
| Số | VT | Cầu thủ                      | Ngày sinh (tuổi)            | Trận | Bàn | Câu lạc bộ        |
| -- | -- | ---------------------------- | --------------------------- | ---- | --- | ----------------- |
| 1  | TM | Hannes Þór Halldórsson       | 28 tháng 4, 1984 (32 tuổi)  | 32   | 0   | Bodø/Glimt        |
| 12 | TM | Ögmundur Kristinsson         | 19 tháng 6, 1989 (26 tuổi)  | 10   | 0   | Hammarby IF       |
| 13 | TM | Ingvar Jónsson               | 18 tháng 10, 1989 (26 tuổi) | 4    | 0   | Sandefjord        |
|    |    |                              |                             |      |     |                   |
| 2  | HV | Birkir Már Sævarsson         | 11 tháng 11, 1984 (31 tuổi) | 56   | 0   | Hammarby IF       |
| 3  | HV | Haukur Heiðar Hauksson       | 1 tháng 9, 1991 (24 tuổi)   | 6    | 0   | AIK               |
| 4  | HV | Hjörtur Hermannsson          | 8 tháng 2, 1995 (21 tuổi)   | 2    | 0   | IFK Göteborg      |
| 5  | HV | Sverrir Ingi Ingason         | 5 tháng 8, 1993 (22 tuổi)   | 4    | 1   | Lokeren           |
| 6  | HV | Ragnar Sigurðsson            | 19 tháng 6, 1986 (29 tuổi)  | 54   | 1   | Krasnodar         |
| 14 | HV | Kári Árnason                 | 13 tháng 10, 1982 (33 tuổi) | 47   | 2   | Malmö FF          |
| 19 | HV | Hörður Björgvin Magnússon    | 11 tháng 2, 1993 (23 tuổi)  | 3    | 0   | Cesena            |
| 23 | HV | Ari Freyr Skúlason           | 14 tháng 5, 1987 (29 tuổi)  | 37   | 0   | OB                |
|    |    |                              |                             |      |     |                   |
| 7  | TV | Jóhann Berg Guðmundsson      | 27 tháng 10, 1990 (25 tuổi) | 45   | 5   | Charlton Athletic |
| 8  | TV | Birkir Bjarnason             | 27 tháng 5, 1988 (28 tuổi)  | 46   | 6   | Basel             |
| 10 | TV | Gylfi Þór Sigurðsson         | 8 tháng 9, 1989 (26 tuổi)   | 37   | 12  | Swansea City      |
| 16 | TV | Rúnar Már Sigurjónsson       | 18 tháng 6, 1990 (25 tuổi)  | 9    | 1   | GIF Sundsvall     |
| 17 | TV | Aron Gunnarsson (Đội trưởng) | 22 tháng 4, 1989 (27 tuổi)  | 57   | 2   | Cardiff City      |
| 18 | TV | Theódór Elmar Bjarnason      | 4 tháng 3, 1987 (29 tuổi)   | 25   | 0   | AGF               |
| 20 | TV | Emil Hallfreðsson            | 29 tháng 6, 1984 (31 tuổi)  | 52   | 1   | Udinese           |
| 21 | TV | Arnór Ingvi Traustason       | 30 tháng 4, 1993 (23 tuổi)  | 6    | 3   | IFK Norrköping    |
|    |    |                              |                             |      |     |                   |
| 9  | TĐ | Kolbeinn Sigþórsson          | 14 tháng 3, 1990 (26 tuổi)  | 37   | 19  | Nantes            |
| 11 | TĐ | Alfreð Finnbogason           | 1 tháng 2, 1989 (27 tuổi)   | 32   | 7   | Augsburg          |
| 15 | TĐ | Jón Daði Böðvarsson          | 25 tháng 5, 1992 (24 tuổi)  | 20   | 1   | Kaiserslautern    |
| 22 | TĐ | Eiður Guðjohnsen             | 15 tháng 9, 1978 (37 tuổi)  | 84   | 25  | Molde FK          |

### Áo
Huấn luyện viên:  Marcel Koller
Đội hình chính thức của đội tuyển Áo được công bố vào ngày 31 tháng 5 năm 2016.
| Số | VT | Cầu thủ                      | Ngày sinh (tuổi)            | Trận | Bàn | Câu lạc bộ               |
| -- | -- | ---------------------------- | --------------------------- | ---- | --- | ------------------------ |
|    | TM | Robert Almer                 | 20 tháng 3, 1984 (32 tuổi)  | 27   | 0   | Austria Wien             |
|    | TM | Heinz Lindner                | 17 tháng 7, 1990 (25 tuổi)  | 8    | 0   | Eintracht Frankfurt      |
|    | TM | Ramazan Özcan                | 28 tháng 6, 1984 (31 tuổi)  | 7    | 0   | Ingolstadt 04            |
|    |    |                              |                             |      |     |                          |
|    | HV | Christian Fuchs (Đội trưởng) | 7 tháng 4, 1986 (30 tuổi)   | 74   | 1   | Leicester City           |
|    | HV | Sebastian Prödl              | 21 tháng 6, 1987 (28 tuổi)  | 56   | 4   | Watford                  |
|    | HV | Aleksandar Dragović          | 6 tháng 3, 1991 (25 tuổi)   | 46   | 1   | Dynamo Kyiv              |
|    | HV | György Garics                | 8 tháng 3, 1984 (32 tuổi)   | 41   | 2   | Darmstadt 98             |
|    | HV | Florian Klein                | 17 tháng 11, 1986 (29 tuổi) | 36   | 0   | VfB Stuttgart            |
|    | HV | Markus Suttner               | 16 tháng 4, 1987 (29 tuổi)  | 16   | 0   | Ingolstadt 04            |
|    | HV | Martin Hinteregger           | 7 tháng 9, 1992 (23 tuổi)   | 13   | 0   | Borussia Mönchengladbach |
|    | HV | Kevin Wimmer                 | 15 tháng 11, 1992 (23 tuổi) | 3    | 0   | Tottenham Hotspur        |
|    |    |                              |                             |      |     |                          |
|    | TV | Martin Harnik                | 10 tháng 6, 1987 (29 tuổi)  | 57   | 14  | VfB Stuttgart            |
|    | TV | Marko Arnautović             | 19 tháng 4, 1989 (27 tuổi)  | 51   | 11  | Stoke City               |
|    | TV | Zlatko Junuzović             | 26 tháng 9, 1987 (28 tuổi)  | 47   | 7   | Werder Bremen            |
|    | TV | David Alaba                  | 24 tháng 6, 1992 (23 tuổi)  | 45   | 11  | Bayern Munich            |
|    | TV | Julian Baumgartlinger        | 2 tháng 1, 1988 (28 tuổi)   | 44   | 1   | Mainz 05                 |
|    | TV | Jakob Jantscher              | 8 tháng 1, 1989 (27 tuổi)   | 21   | 1   | Luzern                   |
|    | TV | Marcel Sabitzer              | 17 tháng 3, 1994 (22 tuổi)  | 17   | 3   | RB Leipzig               |
|    | TV | Stefan Ilsanker              | 18 tháng 5, 1989 (27 tuổi)  | 15   | 0   | RB Leipzig               |
|    | TV | Alessandro Schöpf            | 7 tháng 2, 1994 (22 tuổi)   | 3    | 1   | Schalke 04               |
|    |    |                              |                             |      |     |                          |
|    | TĐ | Marc Janko                   | 25 tháng 6, 1983 (32 tuổi)  | 53   | 26  | Basel                    |
|    | TĐ | Rubin Okotie                 | 6 tháng 6, 1987 (29 tuổi)   | 17   | 2   | 1860 München             |
|    | TĐ | Lukas Hinterseer             | 28 tháng 3, 1991 (25 tuổi)  | 9    | 0   | Ingolstadt 04            |

### Hungary
Huấn luyện viên:  Bernd Storck
Đội hình chính thức của đội tuyển Hungary được công bố vào ngày 31 tháng 5 năm 2016.
| Số | VT | Cầu thủ                       | Ngày sinh (tuổi)            | Trận | Bàn | Câu lạc bộ        |
| -- | -- | ----------------------------- | --------------------------- | ---- | --- | ----------------- |
| 1  | TM | Gábor Király                  | 1 tháng 4, 1976 (40 tuổi)   | 102  | 0   | Haladás           |
| 12 | TM | Dénes Dibusz                  | 16 tháng 11, 1990 (25 tuổi) | 4    | 0   | Ferencváros       |
| 22 | TM | Péter Gulácsi                 | 6 tháng 5, 1990 (26 tuổi)   | 3    | 0   | RB Leipzig        |
|    |    |                               |                             |      |     |                   |
| 21 | HV | Barnabás Bese                 | 6 tháng 5, 1994 (22 tuổi)   | 0    | 0   | MTK Budapest      |
| 5  | HV | Attila Fiola                  | 17 tháng 2, 1990 (26 tuổi)  | 14   | 0   | Puskás Akadémia   |
| 20 | HV | Richárd Guzmics               | 16 tháng 4, 1987 (29 tuổi)  | 13   | 1   | Wisła Kraków      |
| 23 | HV | Roland Juhász                 | 1 tháng 7, 1983 (32 tuổi)   | 91   | 6   | Videoton          |
| 4  | HV | Tamás Kádár                   | 14 tháng 3, 1990 (26 tuổi)  | 29   | 0   | Lech Poznań       |
| 3  | HV | Mihály Korhut                 | 1 tháng 12, 1988 (27 tuổi)  | 4    | 0   | Debrecen          |
| 2  | HV | Ádám Lang                     | 17 tháng 1, 1993 (23 tuổi)  | 10   | 0   | Videoton          |
|    |    |                               |                             |      |     |                   |
| 6  | TV | Ákos Elek                     | 21 tháng 7, 1988 (27 tuổi)  | 38   | 1   | Diósgyőri VTK     |
| 10 | TV | Zoltán Gera (Đội phó)         | 22 tháng 4, 1979 (37 tuổi)  | 88   | 24  | Ferencváros       |
| 15 | TV | László Kleinheisler           | 8 tháng 4, 1994 (22 tuổi)   | 4    | 1   | Werder Bremen     |
| 14 | TV | Gergő Lovrencsics             | 1 tháng 9, 1988 (27 tuổi)   | 11   | 1   | Lech Poznań       |
| 8  | TV | Ádám Nagy                     | 17 tháng 6, 1995 (20 tuổi)  | 7    | 0   | Ferencváros       |
| 16 | TV | Ádám Pintér                   | 12 tháng 6, 1988 (27 tuổi)  | 20   | 0   | Ferencváros       |
| 18 | TV | Zoltán Stieber                | 16 tháng 10, 1988 (27 tuổi) | 11   | 2   | 1. FC Nürnberg    |
|    |    |                               |                             |      |     |                   |
| 13 | TĐ | Dániel Böde                   | 24 tháng 10, 1986 (29 tuổi) | 12   | 4   | Ferencváros       |
| 7  | TĐ | Balázs Dzsudzsák (Đội trưởng) | 23 tháng 12, 1986 (29 tuổi) | 77   | 18  | Bursaspor         |
| 11 | TĐ | Krisztián Németh              | 5 tháng 1, 1989 (27 tuổi)   | 24   | 3   | Al-Gharafa        |
| 17 | TĐ | Nemanja Nikolić               | 31 tháng 12, 1987 (28 tuổi) | 18   | 3   | Legia Warsaw      |
| 19 | TĐ | Tamás Priskin                 | 27 tháng 9, 1986 (29 tuổi)  | 55   | 17  | Slovan Bratislava |
| 9  | TĐ | Ádám Szalai                   | 9 tháng 12, 1987 (28 tuổi)  | 31   | 8   | Hannover 96       |